# Hand in Hand (BeFour-Lied)
Hand in Hand ist ein Weihnachtslied der deutschen Popband BeFour. Das Stück ist die einzige Singleauskopplung aus dem Weihnachtsalbum Hand in Hand – The Winter Album.

## Entstehung und Artwork
Hand in Hand wurde von dem in Andernach wirkenden Musiker und Produzenten Christian Geller geschrieben. Gemeinsam mit Adam Bernau war Geller zudem für die Abmischung, das Arrangement und die Produktion zuständig. Mit Ausnahme des Pianos spielten die beiden auch die Instrumente ein. Für das Piano engagierte man Daniel Nitt. Das Mastering erfolgte unter der Leitung von MM Sound.
Auf dem Frontcover der Single sind – neben Künstlernamen und Liedtitel – die vier Bandmitglieder, vor einem Kaminfeuer, zu sehen. Es zeigt die Mitglieder Angel Garcia Arjona, Alina Bock, Manuela Oeschger und Daniel Möllermann (V. l. n. r.). Die Fotografie stammt vom Berliner Fotografen Markus Nass.

## Veröffentlichung und Promotion
Die Erstveröffentlichung von Hand in Hand erfolgte als Single am 9. November 2007 durch Pop ‘n’ Roll. Diese erschien als Maxi-Single und wurde durch Edel Music vertrieben. Verlegt wurde das Lied durch Chartwards Edition und Universal Music Publishing. Als B-Seiten enthält die Maxi-Single eine „Karaokeversion“ zu Hand in Hand, das Lied Because It’s Christmas sowie eine „Grußbotschaft“. Neben der regulären Singleausgabe erschien auch eine limitierte Version, die von allen Bandmitgliedern signiert wurde. Eine Woche nach der Singleveröffentlichung erschien das Lied als Teil des Weihanchtsalbums Hand in Hand – The Winter Album. Das Album beinhaltet neben der Singleversion auch eine Pianoversion des Liedes.
Das Lied wurde durch Toggo Music unterstützt, einer Eigenmarke des Kinderprogramms Super RTL. Um das Lied weiter zu bewerben, erfolgte unter anderem ein Liveauftritt in der MDR-Show Weihnachten bei uns.

## Inhalt
Der Liedtext zu Hand in Hand ist in englischer Sprache verfasst und bedeutet ins Deutsche übersetzt das Gleiche wie im Englischen. Die Musik und der Text wurden von Christian Geller geschrieben beziehungsweise komponiert. Musikalisch bewegt sich das Lied im Bereich der elektronischen Popmusik, stilistisch im Bereich des Europops. Das Tempo beträgt 136 Schläge pro Minute. Die Tonart ist B-Dur. Inhaltlich geht es in dem Lied um das Streben nach einer besseren Welt.
Aufgebaut ist das Lied auf drei Strophen und einem Refrain. Es beginnt mit der ersten Strophe, an die sich der Refrain anschließt. Der gleiche Vorgang wiederholt sich mit der zweiten Strophe, wobei der zweite Refrain zweimal gesungen wird. Dieser Vorgang wiederholt sich wiederum mit der dritten Strophe. Das Lied endet zugleich mit dem dritten Refrain, in dem sich die letzte Zeile: „’cause we believe in peace and harmony“ wiederholt.
| „’cause hand in hand there is a new chance. And hand in hand in peace and harmony. In the end we owe it to the future. ’cause we believe in peace and harmony.“ – Refrain, Originalauszug | „Denn Hand in Hand gibt es eine neue Chance. Und Hand in Hand in Frieden und Harmonie. Am Ende sind wir es der Zukunft schuldig. Denn wir glauben an Frieden und Harmonie.“ – Refrain, Übersetzung |

## Musikvideo
Das Musikvideo zu Hand in Hand wurde im Phantasialand gedreht. Es zeigt größtenteils die Bandmitglieder, die abends inmitten von Weihnachtsbäumen, vor einem Karussell, das Lied singen. In einigen Szenen sind sie auch auf einem großen Schlitten zu sehen. In einigen kurzen Szenen sieht man die Bandmitglieder auch auf dem Karussell oder an einem Getränkestand. Regie führte der in Düsseldorf wirkende Regisseur Mark Feuerstake. Die Gesamtlänge des Videos beträgt 4:01 Minuten.
Für den Kinderfernsehsender Super RTL, der auch die Doku-Soap beFour: Das Star-Tagebuch ausstrahlte, wurde ein alternatives Video gedreht. Der Drehort beziehungsweise die Handlung gleicht dem des Originals, nur das einige Gesichter des Fernsehsenders mitwirken und es tagsüber gedreht wurde. Von Super RTL wirken unter anderem Florian Ambrosius, das Haselhörnchen, Paddy Kroetz, Nina Moghaddam und David Wilms mit.
Neben den beiden Musikvideos zur Singleversion, erschien auch ein Video zur Pianoversion. Dieses zeigt die Band zum einen im Tonstudio, während der Aufnahme sowie zum anderen bei der Bescherung.

## Mitwirkende
| Liedproduktion - Angel Garcia Arjona: Gesang - Adam Bernau: Abmischung, Arrangement, Instrumentalist, Musikproduzent - Alina Bock: Gesang - Christian Geller: Abmischung, Arrangement, Instrumentalist, Komponist, Liedtexter, Musikproduzent - Daniel Nitt: Piano - Manuela Oeschger: Gesang - Daniel Möllermann: Gesang | Visualisierung - Mark Feuerstake: Regisseur (Musikvideo) - Markus Nass: Fotograf (Cover) Unternehmen - Chartwards Edition: Verlag - Edel Music: Vertrieb - MM Sound: Mastering - Pop ‘n’ Roll: Musiklabel - Universal Music Publishing: Verlag |

## Charts und Chartplatzierungen
Hand in Hand erreichte in Deutschland Rang 27 der Singlecharts und platzierte sich sieben Wochen in den Top 100. In Österreich erreichte die Single mit Rang acht seine beste Platzierung und hielt sich zwei Wochen in den Top 10 sowie ebenfalls sieben Wochen in den Charts. In der Schweiz platzierte sich Hand in Hand eine Woche in den Charts und erreichte dabei Rang 73.
Für beFour ist Hand in Hand nach How Do You Do?/All 4 One der zweite und bislang letzte Top-10-Erfolg in Österreich. In allen D-A-CH-Staaten ist es der vierte Charthit der Band. Geller erreichte als Autor hiermit nach Großer Bruder (Zlatko & Jürgen) und How Do You Do?/All 4 One zum dritten Mal die Top 10 in Österreich sowie nach How Do You Do?/All 4 One zum zweiten Mal als Musikproduzent. In Deutschland ist es Gellers siebter Charthit als Autor sowie je der fünfte in Österreich und der Schweiz. Als Produzent ist es sein sechster Charthit in Deutschland sowie je der vierte in Österreich und der Schweiz. Bernau erreichte als Produzent zum vierten Mal die Singlecharts aller D-A-CH-Staaten. In Österreich ist es nach How Do You Do?/All 4 One sein zweiter Top-10-Hit.

## Hand in Hand All Stars
Hand in Hand von den Hand in Hand All Stars ist eine deutschsprachige Adaption des Originals. Wie beim Original ist auch hierbei Christian Geller der alleinige Urheber. Die Besetzung bei diesem Projekt setzt sich aus Künstlern und Künstlerinnen aus dem deutschen Schlager zusammen. Die Teilnehmer sind: Thomas Anders, Ross Antony, Vincent Gross, Eloy de Jong, LaFee, Oliver Petszokat, Anna-Carina Woitschack und Giovanni Zarrella. Das Stück erschien erstmals am 6. November 2020 durch Telamo. Es erschien als digitale Einzeltrack-Single zum Download und Streaming sowie als Teil des Weihnachts-Samplers Goldene Weihnachtshits. Das Frontcover zur Single zeigt einen goldenen, geschmückten Weihnachtsbaum. Das dazugehörige Musikvideo feierte am 5. November 2020 seine Premiere und zeigt die Künstler und Künstlerinnen bei den Aufnahmen im Tonstudio.
Inhalt
Inhaltlich geht es in der deutschsprachigen Adaption um Gemeinsamkeit und um Träume, die in Erfüllung gehen können, wenn sich alle die Hand reichen und am selben Strang ziehen würden. Musikalisch ist das Lied dem Deutschpop zuzuordnen. Aufgebaut ist diese Version auf zwei Strophen, einer Bridge, einem Refrain und einem Outro. Es beginnt mit der ersten Strophe, die abwechselnd von Thomas Anders, Ross Antony und im Duett von Vincent Gross und Anna-Carina Woitschack gesungen wird. An die erste Strophe schließt sich der Refrain an, der von allen gemeinsam gesungen wird. Der gleiche Vorgang wiederholt sich mit der zweiten Strophe, die diesmal von Eloy de Jong, Giovanni Zarrella, LaFee und dem Duett aus Anders und LaFee gesungen wird. Der zweite Refrain wiederholt sich einmal, ehe die Bridge einsetzt. Diese wird in den Duetten Antony und Woitschack sowie Anders und LaFee interpretiert. Der darauf folgende Refrain wird zunächst von Oliver Petszokat eingeläutet, bevor er von allen zusammen in einer erweiterten Fassung beendet wird. Das Lied endet mit dem Outro, in dem Zarrella die italienische Zeile „Noi siamo il mondo viva la vita“ singt.

„Denn Hand in Hand sind wir gemeinsam.

Und Hand in Hand sind Träume plötzlich wahr.

Und irgendwann dann werden wir uns wiedersehn.

Wir sind die Welt und wir sind für sie da.“

Rezensionen
Das deutschsprachige Online-Magazin Deine Schlagerwelt betitelte das Stück als „All-Star-Soundtrack“ und „musikalischen Schulterschluss der Extraklasse“. Die verträumte, zugleich feierliche Stimmung der Strophen münde im Verlauf des Liedes immer wieder in „ergreifend-übergroße“ Refrains, ähnlich bewegend und emotional wie es das „Pop-Pendant“ We Are the World vor 35 Jahren gewesen sei.